# Tonnoiromyia undoolya
Tonnoiromyia undoolya är en tvåvingeart som beskrevs av Günther Theischinger 1994. Tonnoiromyia undoolya ingår i släktet Tonnoiromyia och familjen småharkrankar. Inga underarter finns listade i Catalogue of Life.